# Lijst van gemeentelijke monumenten in Maastricht, Scharn
De buurt Scharn in de wijk Maastricht-Oost in Maastricht heeft 93 panden/objecten die als gemeentelijke monumenten zijn beschreven in 55 regels (monumentnummers).
| Object                                                                          | Bouwjaar                                            | Architect                        | Locatie                                                | Coördinaten                   | Nr.                   | Afbeelding                                                                 |
| ------------------------------------------------------------------------------- | --------------------------------------------------- | -------------------------------- | ------------------------------------------------------ | ----------------------------- | --------------------- | -------------------------------------------------------------------------- |
| Technische school (2 vleugels van ROC Leeuwenborgh)                             | 1960, 1966                                          | Theo Boosten                     | Adelbert van Scharnlaan 200, Sibemaweg 20              | 50° 50' 45" NB, 5° 43' 5" OL  | 0935/296              | Meer afbeeldingen                                                          |
| Flat                                                                            | 1955                                                | P. Gadiot en J. Magrey           | Adelbert van Scharnlaan H1-H46                         | 50° 50' 45" NB, 5° 43' 16" OL | 0935/297              | Flat                                                                       |
| Café-woonhuis                                                                   | 1919                                                |                                  | Akersteenweg 45                                        | 50° 50' 37" NB, 5° 43' 39" OL | 0935/298              | Café-woonhuis                                                              |
| Voormalige bioscoop Hebios                                                      | 1939                                                | J. Schoonlingen                  | Akersteenweg 49                                        | 50° 50' 37" NB, 5° 43' 41" OL | 0935/299              | Voormalige bioscoop Hebios                                                 |
| Voormalige boerderij                                                            | 18e eeuw (kern)                                     |                                  | Bemelerweg 8                                           | 50° 50' 50" NB, 5° 43' 41" OL | 0935/318              | Voormalige boerderij                                                       |
| Voormalige hoeve                                                                | 17e eeuw (kern), circa 1900 (rechterdeel voorgevel) |                                  | Bemelerweg 20-22                                       | 50° 50' 50" NB, 5° 43' 44" OL | 0935/308              | Voormalige hoeve                                                           |
| Woonhuis in traditionalistische bouwstijl met expressionistische elementen      | 1925                                                |                                  | Bemelerweg 56                                          | 50° 50' 50" NB, 5° 43' 54" OL | 0935/307              | Woonhuis in traditionalistische bouwstijl met expressionistische elementen |
| Woonboerderij; hoevecomplex                                                     | 19e eeuw (einde)                                    |                                  | Bemelerweg 222                                         | 50° 50' 49" NB, 5° 44' 46" OL | 0935/3888             | Upload foto                                                                |
| Boerderij; hoevecomplex, boerderij Bemelerhof                                   | 1925 (circa)                                        |                                  | Bemelerweg 320                                         | 50° 50' 49" NB, 5° 44' 46" OL | 0935/3889             | Upload foto                                                                |
| Woonhuis                                                                        | late 18e eeuw (kern)                                |                                  | Bergerstraat 26                                        | 50° 51' 5" NB, 5° 43' 47" OL  | 0935/309              | Woonhuis                                                                   |
| Twee villa's                                                                    | 1922                                                | Willem Sandhövel                 | Bergerstraat 58-60                                     | 50° 51' 3" NB, 5° 43' 40" OL  | 0935/310              | Twee villa's                                                               |
| Complex van zeven aaneengesloten woonhuizen                                     | 1935                                                |                                  | Bergerstraat 113-123 en Bernhardlaan 23                | 50° 50' 58" NB, 5° 43' 23" OL | 0935/312              | Complex van zeven aaneengesloten woonhuizen                                |
| Drie blokken van elk vier (totaal 12) woningen                                  | circa 1935                                          |                                  | Bergerstraat 140-162                                   | 50° 50' 58" NB, 5° 43' 18" OL | 0935/319              | Drie blokken van elk vier (totaal 12) woningen                             |
| Blok van vier woonhuizen                                                        | circa 1900                                          |                                  | Bergerstraat 153-159                                   | 50° 50' 56" NB, 5° 43' 17" OL | 0935/326              | Blok van vier woonhuizen                                                   |
| Dubbelpand; twee woonhuizen                                                     | 1936                                                | A. Swinkels                      | Bernhardlaan 1 en Wethouder van Caldenborghlaan 50     | 50° 50' 54" NB, 5° 43' 24" OL | 0935/338              | Dubbelpand; twee woonhuizen                                                |
| Dubbelpand; twee woonhuizen                                                     | circa 1935                                          |                                  | Bernhardlaan 11-13                                     | 50° 50' 56" NB, 5° 43' 25" OL | 0935/336              | Dubbelpand; twee woonhuizen                                                |
| Twee woonhuizen                                                                 | 1919                                                |                                  | Burgemeester Cortenstraat 1-3                          | 50° 50' 37" NB, 5° 43' 39" OL | 0935/339              | Twee woonhuizen                                                            |
| Bibliotheek in functionalistische stijl                                         | 1962 (bibliotheek), 1969 (leeszaal)                 | Theo Boosten                     | Concordiastraat 1                                      | 50° 50' 38" NB, 5° 43' 33" OL | 0935/343              | Bibliotheek in functionalistische stijl                                    |
| Fontein met Mariamonument                                                       | circa 1955                                          | Jean Weerts                      | Concordiastraat, Akersteenweg                          | 50° 50' 39" NB, 5° 43' 29" OL | 0935/283              | Meer afbeeldingen                                                          |
| Plantsoen met hagen; plantsoen tussen Concordiastraat en Akersteenweg           | circa 1955                                          |                                  | Concordiastraat, Akersteenweg                          | 50° 50' 39" NB, 5° 43' 28" OL | 0935/284              | Upload foto                                                                |
| Zes portiekflats                                                                | 1948                                                | Frits Peutz                      | Dokter Willemsstraat 1-72                              | 50° 50' 43" NB, 5° 43' 44" OL | 0935/357              | Zes portiekflats                                                           |
| Woonhuis in expressionistische stijl                                            | circa 1930                                          |                                  | Hunnenweg 1                                            | 50° 50' 53" NB, 5° 42' 48" OL | 0935/384              | Woonhuis in expressionistische stijl                                       |
| St. Angelaschool                                                                | 1922                                                | Alphons Boosten & Jos Ritzen     | Hunnenweg 2 / Scharnerweg                              | 50° 50' 53" NB, 5° 42' 47" OL | 0935/385              | Meer afbeeldingen                                                          |
| Woonhuis                                                                        |                                                     |                                  | Hunnenweg 3                                            | 50° 50' 53" NB, 5° 42' 48" OL | 0935/2716 [dode link] | Woonhuis                                                                   |
| Beeld van Ikaros                                                                | 1963                                                | Frans Gast                       | Juliana van Stolberglaan bij nr. 51 (VISTA college)    | 50° 50' 45" NB, 5° 43' 2" OL  | 0935/285              | Beeld van Ikaros                                                           |
| Woonhuis                                                                        | 18e eeuw                                            |                                  | Kloosterstraat 2                                       | 50° 50' 51" NB, 5° 43' 36" OL | 0935/387              | Woonhuis                                                                   |
| Huisartsenwoning en praktijk                                                    | 1951                                                | Gerard Snelder                   | Monseigneur Soudantstraat 1                            | 50° 50' 39" NB, 5° 43' 22" OL | 0935/389              | Huisartsenwoning en praktijk                                               |
| Kerk, sacristie en pastorie H. Antonius van Padua                               | 1936                                                | A. Swinckels en E. Schoenmaekers | Padualaan 4 en Wethouder van Caldenborghlaan 48        | 50° 50' 54" NB, 5° 43' 27" OL | 0935/396              | Kerk, sacristie en pastorie H. Antonius van Padua                          |
| Dubbel pand; twee woonhuizen                                                    | 1938                                                |                                  | Padualaan 5-7                                          | 50° 50' 56" NB, 5° 43' 28" OL | 0935/397              | Dubbel pand; twee woonhuizen                                               |
| Dubbel woonhuis; pand met boven- en benedenwoning                               | 1939                                                |                                  | Padualaan 10-12                                        | 50° 50' 55" NB, 5° 43' 30" OL | 0935/404              | Dubbel woonhuis; pand met boven- en benedenwoning                          |
| Blok van vier woningen                                                          | circa 1935                                          |                                  | Padualaan 31-37                                        |                               | 0935/400              | Blok van vier woningen                                                     |
| Plantsoen tussen de Concordiastraat en de Akersteenweg                          |                                                     |                                  | Plantsoen tussen de Concordiastraat en de Akersteenweg | 50° 50' 57" NB, 5° 43' 33" OL | 0935/284              | Plantsoen tussen de Concordiastraat en de Akersteenweg                     |
| Voormalig raadhuis van de voormalige gemeente Heer in traditionalistische stijl | 1920                                                | Jos. Cuypers                     | Raadhuisplein 1                                        | 50° 50' 40" NB, 5° 43' 35" OL | 0935/407              | Meer afbeeldingen                                                          |
| Schoolgebouw (Nutsschool)                                                       | 1954                                                | Theo Boosten                     | Regentesselaan 2                                       | 50° 50' 50" NB, 5° 42' 50" OL | 0935/408              | Schoolgebouw (Nutsschool)                                                  |
| Woonhuis in Chaletstijl                                                         | circa 1910                                          |                                  | Scharnerweg 1                                          | 50° 50' 55" NB, 5° 43' 11" OL | 0935/409              | Woonhuis in Chaletstijl                                                    |
| Woonhuis in eclectische stijl                                                   | 1913                                                |                                  | Scharnerweg 31A-01 t/m 31C-22                          | 50° 50' 55" NB, 5° 43' 6" OL  | 0935/410              | Woonhuis in eclectische stijl                                              |
| Woonhuis in eclectische stijl                                                   | circa 1910                                          |                                  | Scharnerweg 33                                         | 50° 50' 55" NB, 5° 43' 5" OL  | 0935/411              | Woonhuis in eclectische stijl                                              |
| Woonhuis in eclectische stijl                                                   | circa 1900                                          |                                  | Scharnerweg 39                                         | 50° 50' 55" NB, 5° 43' 4" OL  | 0935/412              | Woonhuis in eclectische stijl                                              |
| Dubbel pand; twee woonhuizen in eclectische stijl                               | circa 1900                                          |                                  | Scharnerweg 41-43                                      | 50° 50' 55" NB, 5° 43' 4" OL  | 0935/413              | Dubbel pand; twee woonhuizen in eclectische stijl                          |
| Dubbel pand; twee woonhuizen in eclectische stijl                               | 1902                                                |                                  | Scharnerweg 45-47                                      | 50° 50' 55" NB, 5° 43' 3" OL  | 0935/415              | Dubbel pand; twee woonhuizen in eclectische stijl                          |
| Woonhuis                                                                        | 1935                                                | Pluymen                          | Scharnerweg 49                                         | 50° 50' 55" NB, 5° 43' 2" OL  | 0935/417              | Woonhuis                                                                   |
| Woonhuis in eclectische stijl met elementen van Jugendstil                      | 1900                                                |                                  | Scharnerweg 53                                         | 50° 50' 55" NB, 5° 43' 2" OL  | 0935/418              | Woonhuis in eclectische stijl met elementen van Jugendstil                 |
| Woonhuis in eclectisches tijl                                                   | 1901                                                |                                  | Scharnerweg 55                                         | 50° 50' 55" NB, 5° 43' 1" OL  | 0935/419              | Woonhuis in eclectisches tijl                                              |
| Dubbel winkel-woonhuis in expressionistische stijl                              | 1928                                                | J. Schoonlingen                  | Scharnerweg 57-59                                      | 50° 50' 55" NB, 5° 43' 1" OL  | 0935/420              | Dubbel winkel-woonhuis in expressionistische stijl                         |
| Woonhuis in Jugendstil                                                          | 1913                                                |                                  | Scharnerweg 71                                         | 50° 50' 55" NB, 5° 42' 59" OL | 0935/422              | Woonhuis in Jugendstil                                                     |
| Dubbel woonhuis                                                                 | circa 1900                                          |                                  | Scharnerweg 75-77                                      | 50° 50' 55" NB, 5° 42' 58" OL | 0935/431              | Dubbel woonhuis                                                            |
| Woonhuis met poort                                                              | circa 1900                                          |                                  | Scharnerweg 79                                         | 50° 50' 55" NB, 5° 42' 57" OL | 0935/423              | Woonhuis met poort                                                         |
| Woonhuis                                                                        | circa 1920                                          |                                  | Scharnerweg 85                                         | 50° 50' 55" NB, 5° 42' 56" OL | 0935/424              | Woonhuis                                                                   |
| Woonhuis                                                                        | late 18e eeuw (kern)                                |                                  | Scharnerweg 91                                         | 50° 50' 55" NB, 5° 42' 55" OL | 0935/425              | Woonhuis                                                                   |
| Dubbel pand; twee woonhuizen                                                    | 1935                                                | J. Schoonlingen                  | Scharnerweg 113ab-115ab                                | 50° 50' 54" NB, 5° 42' 49" OL | 0935/426, 427         | Dubbel pand; twee woonhuizen                                               |
| Woonhuis                                                                        | circa 1930                                          |                                  | Scharnerweg 117                                        | 50° 50' 54" NB, 5° 42' 49" OL | 0935/428              | Woonhuis                                                                   |
| Woonhuis in expressionistische stijl                                            | 1930                                                | J. Schoonlingen                  | Scharnerweg 119ab                                      | 50° 50' 54" NB, 5° 42' 49" OL | 0935/429              | Woonhuis in expressionistische stijl                                       |
| Woonhuis in expressionistische stijl                                            | circa 1930                                          |                                  | Scharnerweg 121                                        | 50° 50' 54" NB, 5° 42' 48" OL | 0935/430              | Woonhuis in expressionistische stijl                                       |
| Beeld 'Jacob en de engel'                                                       | 1955                                                |                                  | Wethouder van Caldenborghlaan                          | 50° 50' 52" NB, 5° 43' 26" OL | 0935/293              | Meer afbeeldingen                                                          |
| Woonhuis in Nieuw Historiserende stijl                                          | 1902                                                |                                  | Wethouder van Caldenborghlaan 41                       | 50° 50' 51" NB, 5° 43' 31" OL | 0935/442              | Woonhuis in Nieuw Historiserende stijl                                     |